# MTV Mandarin
Az MTV Mandarin 24-órás televíziós zenecsatorna, az MTV Networks Asia Pacific leányvállalata. Az MTV Mandarin az MTV egyik első ázsiai adásváltozata, az MTV Délkelet-Ázsia és az MTV India társaságában. Az MTV Mandarinnak 2021. február 1. óta egy adásváltozata: az MTV Tajvan van. A csatorna Tajvan, Hongkong, Indonézia, Makaó, Malajzia, a Fülöp-szigetek és Szingapúr területén érhető el.
Az MTV Kína és a Comedy Central Ázsia 18 évnyi sugárzás után 2021. február 1-jén megszűnt. Az MTV Tajvan továbbra is sugározza műsorát.

## Adásváltozatai
- MTV Tajvan, székhelye: Tajpej

## Műsorvezetői
Jelenlegi
- Ken Wu (MTV Tajvan)
- Miranda Lu (MTV Tajvan)
- Candice Liu (MTV Tajvan)
- Andy Chen (MTV Kína)
- Zhu Zhu (MTV Kína)
- Lisa Chen (MTV Kína)
- Young (MTV Kína)
- Tao Guo (MTV Kína)

Korábbi
- George Chang
- Emma
- Stacy Hsu
- Sammy Hu
- Katherine
- Linda Liao
- Meimei
- Tony